# DN24D
De DN24D (Drum Național 24D of Nationale weg 24D) is een weg in Roemenië. Hij loopt van Bârlad via Bălăbănești en Cuca naar Tulucești. De weg is 85 kilometer lang. 